# Самойленко, Игорь Дмитриевич
И́горь Дми́триевич Само́йленко (17 апреля 1977, Тирасполь) — молдавский боксёр наилегчайшей весовой категории, выступал за сборную Молдавии во второй половине 1990-х — первой половине 2000-х годов. Бронзовый призёр чемпионата Европы, участник двух летних Олимпийских игр, победитель многих международных турниров и национальных первенств, заслуженный мастер спорта.

## Биография
Игорь Самойленко родился 17 апреля 1977 года в Тирасполе. В детстве активно занимался лёгкой атлетикой, четыре года ходил в футбольную секцию, но в итоге по совету старшего брата Александра сделал выбор в пользу бокса. Тренировался в местной детско-юношеской спортивной школе олимпийского резерва, проходил подготовку под руководством заслуженного тренера Виктора Казанжи. Первого серьёзного успеха на ринге добился в 1995 году, когда в наилегчайшем весе победил на международном турнире в Тампере — с этого момента стал попадать в основной состав национальной сборной. Благодаря череде удачных выступлений удостоился права защищать честь страны на летних Олимпийских играх 1996 года в Атланте, однако потерпел поражение уже во втором своём матче на турнире.
В 1999 году Самойленко был лучшим на Кубке Акрополя, год спустя участвовал в зачёте чемпионата Европы, ещё через год победил на международном турнире «Белградский победник». На европейском первенстве 2002 года в Перми сумел дойти до стадии полуфиналов и получил бронзовую медаль (проиграл ввиду явного преимущества соперника россиянину Георгию Балакшину). В 2004 году прошёл квалификацию на Олимпийские игры в Афины, тем не менее, на этой Олимпиаде ему не повезло с жеребьёвкой — в первом же матче пришлось выйти против сильного кубинца Юриоркиса Гамбоа, который в итоге и стал олимпийским чемпионом. Несмотря на поражение, Игорь Самойленко продолжал принимать участие в крупных международных турнирах, планировал пройти отбор на следующие Олимпийские игры, но неудачно. Завершив карьеру в 2007 году, он является 14-кратным чемпионом Молдавии, удостоен звания заслуженного мастера спорта.